# Veia dorsal profunda do pênis
A veia dorsal profunda do pênis é uma veia da pelve.

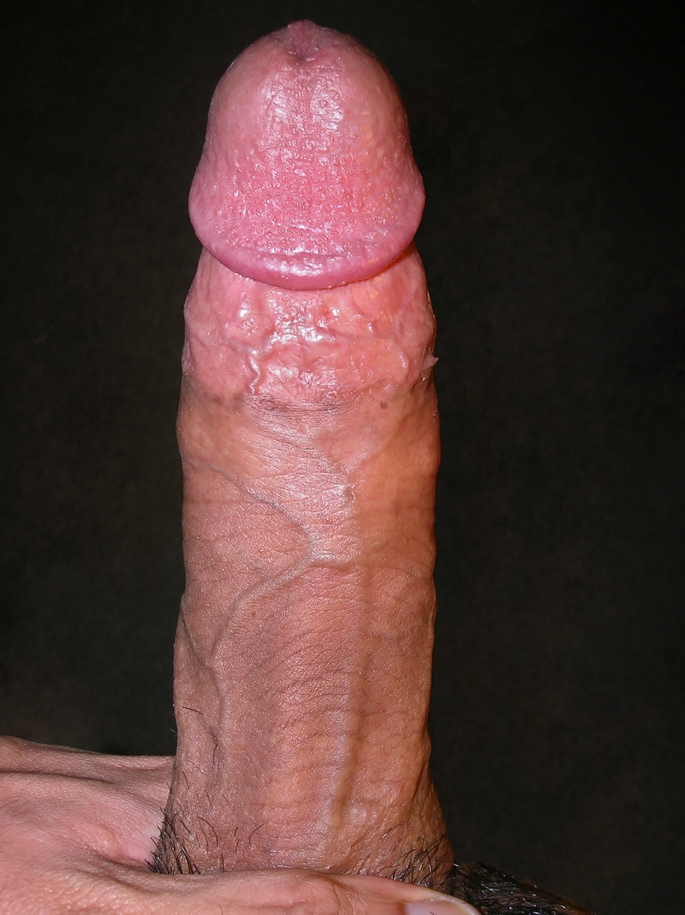